# Sagitta (Schiff, 1958)
Das Fischereischiff Sagitta war der weltweit erste Heckfänger mit Gasturbinenantrieb. Der Name Sagitta bedeutet lateinisch der Pfeil.

## Geschichte
In Auftrag gegeben wurde das Schiff 1955 durch die Bremerhavener Firma Friedrich Busse & Co. Diese stellte 1885 auch schon den ersten deutschen Fischdampfer in Dienst, ebenfalls mit dem Namen Sagitta.
Die Sagitta lief am 23. Oktober 1957 als Baunummer 302 der Bremerhavener Rickmers Werft vom Stapel und wurde am 7. Januar 1958 fertiggestellt. Nach einem Umbau zum Motortrawler im Jahr 1962 verkaufte Busse das Schiff 1964 an die Bremerhavener Reederei N. Ebeling. Diese veräußerten den Trawler am 16. Januar 1974 an die Reederei Ettina SNC Commercio Ittico E. Ortufrute aus Commacio in Italien.

## Technik
Nach dem erfolgreichen Bau des ersten Heckfängers Fairtry im Jahr 1954 lösten Schiffe dieser Bauart mit Dieselmotor in den 1950er Jahren die Fischdampfer rasch ab. Nach der 1957 in Dienst gestellten Heinrich Meins, dem ersten deutschen Heckfänger, war die Sagitta das dritte deutsche Schiffe dieser Bauart. Der Bau von Seitenfängern lief in Deutschland 1961 aus.
Bekannt wurde das Schiff jedoch durch seine neuartige Antriebsanlage, die von der Hamburger Turbinenfabrik in Nürnberg hergestellt wurde. Die auch als Pescara-Anlage bezeichnete fünfstufige Gasturbine mit zwei Freikolben-Gaserzeugern wurde in Frankreich entwickelt und zeichnete sich durch einen im Vergleich zur herkömmlichen Gasturbine doppelt so guten Wirkungsgrad aus. Um die Rückwärtsturbine für den Manöverbetrieb zu sparen, wurde die Sagitta mit einem Atlas-KaMeWa-Verstellpropeller ausgerüstet, darüber hinaus war auch ein Wellengenerator verbaut. Durchsetzen konnte sich dieses Konzept letztlich nicht. Es blieb bei diesem einen Gasturbinentrawler, der jedoch 1962 umgebaut wurde und einen Deutz-Viertakt-Motor mit 2000 PS erhielt.